# Archivio degli Iblei
L'Archivio degli Iblei ha sede a Ragusa Ibla ed è un progetto dell'Associazione di promozione sociale "Archivio degli Iblei"   condiviso dal Consorzio Universitario della Provincia di Ragusa con sede in piazza Dottor Solarino. Il suo portale Internet è un archivio virtuale partecipato, ovvero arricchito attraverso la contribuzione di appassionati e ricercatori.

## Storia
L'Archivio degli Iblei ha per scopo sia l'emersione di documentazione storica proveniente da archivi pubblici e soprattutto privati e familiari sia la valorizzazione del patrimonio artistico, paesaggistico e culturale dell'area iblea. Avviato nel 2012, per iniziativa di Chiara Ottaviano, fondatrice di Cliomedia Officina e pioniera nel campo della public history in Italia, il progetto è stato pubblicamente lanciato nel 2013, localmente a Chiaramonte Gulfi patria di Vincenzo Rabito, autore di Terra matta, e fra gli studiosi di public history ad Ottawa nel corso del convegno internazionale NCPH - IFPH. L'Archivio, che è censito dall'EHPR - European History Primary Sources dell'Istituto Universitario Europeo di Firenze, nel corso di pochi anni ha già raccolto una notevole mole di documenti fotografici, contributi testuali, fonti orali, biografie, diari e altro, che documentano la vita nel ragusano dagli inizi del XX al XXI secolo. Sono presenti storie relative alla Grande Guerra  e al secondo conflitto mondiale,  al lavoro nelle campagne, ai mestieri artigianali, alla politica,  a eventi memorabili e più in generale alla vita quotidiana in zone rurali e urbane dell'intera provincia. Nella sezione "Leggere il paesaggio" anche una mappa sulle ville rurali iblee in costante aggiornamento. In ambito non solo nazionale ha suscitato una particolare attenzione la scoperta di un autore contadino, dotato di una formidabile memoria, che ha trascritto cunti e lunghe storie in versi della tradizione locale sulla carta recuperata dai sacchi di mangime. Un caso di studio sia per quanti si occupano del passaggio dall'oralità alla scrittura sia per i più interessati alla cultura popolare  Pubblicate inizialmente on line nella sezione "Autobiografie e storie di famiglia",  diverse storie di vita di personaggi locali sono poi state pubblicate sulle pagine del quotidiano “La Sicilia” mentre dalla documentazione locale sulla Grande guerra sono stati tratti eventi teatrali e corsi di formazione per insegnanti. Sempre per l'aggiornamento degli insegnanti sono state svolte iniziative per l'arricchimento del patrimonio digitale europeo e l'incremento delle voci di Wikipedia attraverso la valorizzazione del patrimonio locale. Sul tema della scoperta e valorizzazione delle  "fonti orali" si è operato in collaborazione con l'AISO, l'Associazione italiana di storia orale, diretta da Giovanni Contini.
Il progetto dell'Archivio degli Iblei, avviato da Cliomedia Officina, è dal 2015 gestito dall'Associazione Archivio degli Iblei che si occupa della promozione delle varie iniziative e dell'arricchimento del portale Internet attraverso la raccolta della documentazione di interesse presso archivi familiari, privati e pubblici, della digitalizzazione e dell'inserimento online con licenza libera.
Chiara Ottaviano, principale animatrice dell'iniziativa, è la produttrice del film documentario Terramatta, vincitore nel 2013 del nastro d'argento al miglior documentario, ispirato al racconto autobiografico di Vincenzo Rabito, illetterato di fine XIX secolo, che scrisse Terra matta,  pubblicato da Einaudi nel 2007.